# Hannah Montana (seria 4)
Czwarta seria amerykańskiego serialu Disney Channel Hannah Montana, zatytułowana Hannah Montana Forever, jest już ostatnią serią sitcomu i składa się z 15 odcinków. Była emitowana przez amerykański Disney Channel od 11 lipca 2010, a od 18 września 2010 w Polsce, również na Disney Channel.

## Produkcja i emisja
W 2009 roku potwierdzono, że Disney Channel pracuje nad czwartą i ostatnią już serią Hannah Montany. Zatwierdzono, że zostanie ona oficjalnie zatytułowana Hannah Montana Forever. Została ona nakręcona od 18 stycznia 2010 do 14 maja tego samego roku. Wraz z nową serią, pojawiła się nowa czołówka (podobna do tej z serii trzeciej) i miejsce akcji (nowa willa Stewartów), oprócz tego począwszy od tej serii serial jest produkowany i emitowany w HDTV. Pierwszy odcinek serii, „Sweet Home Hannah Montana”, został premierowo wyemitowany 11 lipca 2010 przez Disney Channel w USA, przyciągając prawie sześciomilionową widownię. Finał serii w USA odbył się 16 stycznia 2011. 18 września 2010 pierwszy odcinek serii został wyemitowany premierowo przez Disney Channel w Polsce.

## Obsada
Poświadczono, że Mitchel Musso nie będzie grał w czwartej serii głównej roli, a jedynie pojawi się jako gość specjalny w dwóch odcinkach, z powodu kręcenia serialu Para królów, gdzie gra główną rolę. Reszta obsady pierwszoplanowej pozostała. Oprócz tego potwierdzono, że w rolach gościnnych w odcinkach czwartej serii pojawią się m.in. Ray Liotta, Angus T. Jones, Sheryl Crow i Christine Taylor, zaś Cody Linley pojawi się w jednym odcinku („It’s the End of the Jake As We Know It”) w roli Jake’a Ryana, a Tammin Sursok wcieli się w rolę drugoplanową Sieny, dziewczyny Jacksona.

### Role główne
| Bohater                       | Aktor           | Polski dubbing            |
| ----------------------------- | --------------- | ------------------------- |
| Miley Stewart/Hannah Montana  | Miley Cyrus     | Julia Hertmanowska        |
| Lilly Truscott/Lola Luftnagle | Emily Osment    | Julia Kołakowska          |
| Jackson Stewart               | Jason Earles    | Marcin Hycnar             |
| Robby Stewart                 | Billy Ray Cyrus | Krzysztof Banaszyk        |
| Rico Suave                    | Moisés Arias    | Wit Apostolakis-Gluziński |

## Muzyka
Ścieżka dźwiękowa do serii została wydana 15 października, a w USA ukazała się 19 października 2010. Znalazło się na niej jedenaście premierowych utworów, wszystkie nagrane przez Cyrus pod postacią Montany, z trzema gośćmi – Iyazem („Gonna Get This”), Sheryl Crow („Need a Little Love”) i Billym Rayem Cyrusem („Love That Lets Go”). Pierwszy singel z albumu, „Ordinary Girl”, ukazał się 6 lipca 2010.

## Lista odcinków
| 87 | Sweet Home Hannah Montana                                          | Bob Koherr                                   | Michael Poryes Steven Peterman      | 11 lipca 2010       | 18 września 2010     | 5.7 |
| Miley, Jackson, Lilly i Robby wprowadzają się do nowego domu. Okazuje się, że wspólny pokój dziewczyn jest urządzony niczym dla kilkuletnich dziewczynek. Ojciec Miley postanawia zaprosić do willi na noc koleżanki nastolatek ze szkoły. Tymczasem Jackson poznaje nowego sąsiada, TJ-a i jego kuzynkę, Sienę, w której się zakochuje. Nieobecny: Moisés Arias jako Rico Suave. Role gościnne: Angus T. Jones jako T.J, Tammin Sursok jako Siena, Hayley Chase jako Joannie, Morgan York jako Sarah, Mary-Charles Jones jako mała Miley, Kiara Muhammad jako Rosanna, Davis Cleveler jako chłopiec. Piosenka Hanny: „Are You Ready”. Notatka: Jest to pierwszy odcinek serialu kręcony i emitowany w HDTV, poza tym wraz z nim pojawiła się nowa czołówka. |                                                                    |                                              |                                     |                     |                      |     |
| 88 | Hannah Montana to the Principal’s Office                           | Bob Koherr                                   | Steve Meyer James Meyer             | 18 lipca 2010       | 18 września 2010     | 5.4 |
| Miley i Lilly idą się zapisać do szkoły, jednak dyrektor Luger nie zgadza się na zapis tej pierwszej, bo ojciec nie zarejestrował jej uprzednio w szkole. Dziewczyna postanawia zapisać się do szkoły jako Hannah Montana, na co dyrektor się zgadza. Tymczasem Jackson idzie z Sieną na randkę w obawie, że dziewczyna go porzuci na rzecz innych chłopaków. Gość specjalny: Ray Liotta jako Dyrektor Luger. Role gościnne: Tammin Sursok jako Siena, Erin Matthews jako Karen Kunkle, Morgan York jako Sarah, Hayley Chase jako Joannie. Role epizodyczne: LaTonya Holmes jako pierwsza kobieta z chóru, Fuschia jako druga kobieta z chóru, Clent Bowers jako mężczyzna z chóru, Reggie Brown jako Barack Obama. Piosenka Hanny: „Ordinary Girl”. |                                                                    |                                              |                                     |                     |                      |     |
| 89 | California Screamin’                                               | Bob Koherr                                   | Jay J. Demopoulos                   | 25 lipca 2010       | 25 września 2010     | 4.1 |
| Miley ma dosyć tego, że Robby spędza samotnie każdy wieczór. Umawia go na randkę ze szkolną pielęgniarką, Lori. Tymczasem Rico wzbudza w Jacksonie fobię przed jego pierwszym pocałunkiem ze Sieną. Role gościnne: Christine Taylor jako Lori, Tammin Sursok jako Siena. Role epizodyczne: Angel Parker jako Sharon. |                                                                    |                                              |                                     |                     |                      |     |
| 90 | De-Do-Do-Do, Da-Don’t-Don’t-Don’t Tell My Secret                   | Adam Weismann                                | Andrew Green                        | 1 sierpnia 2010     | 2 października 2010  | 5.7 |
| Gdy Siena przebywa w domu Stewartów, zauważa Miley w przebraniu Hanny. Uważa, że Jackson znów się z nią spotyka (wcześniej udawali parę, gdy paparazzi przyłapali ich w drodze do domu). Chłopak prosi Miley, by ujawniła Sienie tajemnicę. Podczas rozmowy przez przypadek Siena mówi sekret brata i dlatego postanawia jej nie mówić, gdyż uważa Sienę za plotkarę. Tymczasem Robby i Rico łowią ryby, aby nauczyć tego drugiego relaksować się. Wkrótce okazuje się, że chłopiec łowi lepiej niż jego nauczyciel. Role gościnne: Tammin Sursok jako Siena, Robert Costanzo jako Al Blaine. |                                                                    |                                              |                                     |                     |                      |     |
| 91 | It’s the End of the Jake as We Know It                             | Shannon Flynn                                | Maria Brown-Gallenberg              | 8 sierpnia 2010     | 9 października 2010  | 4.7 |
| Hannah nagrywa z Sheryl Crow piosenkę z okazji Bożego Narodzenia. W tym czasie do Lilly przyjeżdża niewidziany przez nią od dwóch miesięcy Oliver. Pokazuje on jej zdjęcie, na którym chłopak Miley, Jake Ryan, całuje inną dziewczynę. Wkrótce ten przyjeżdża do Miley, aby zagrać z nią w świątecznym programie. Miley dowiaduje się o jego zdradzie i psuje świąteczny skecz. Hannah zrywa z Jake’m. Tymczasem Jackson pomaga Rico, udając jego ojca, który przebywa w delegacji. Goście specjalni: Mitchel Musso jako Oliver Oken, Sheryl Crow jako ona sama. Role gościnne: Cody Linley jako Jake Ryan, Robert Costanzo jako Al Blaine, Alec Ledd jako Ronnie, David Burrus jako Henry. Piosenka Hanny: „Need a Little Love” (featuring Sheryl Crow). |                                                                    |                                              |                                     |                     |                      |     |
| 92 | Been Here All Along                                                | Adam Weissmann                               | Douglas Lieblein                    | 22 sierpnia 2010    | 24 lutego 2011       | 4.6 |
| Miley planuje z ojcem wspólne spędzenie popołudnia. Później spotyka na promenadzie Jessego, dawnego gitarzystę Hanny, i go podrywa, co doprowadza do ich randki (chłopak nie zna sekretu o podwójnej tożsamości dziewczyny). Ma się ona jednak odbyć w tym samym czasie, co spotkanie Miley z Robbym, lecz nastolatka wybiera randkę z Jessem. Dowiaduje się, że jego ojciec jest żołnierzem w Afganistanie, co sprawia, że Miley czuje potrzebę spędzania większej ilości czasu z ojcem. Później Hannah z Robbym organizują koncert dla żołnierzy. Nieobecny: Moisés Arias jako Rico Suave. Role gościnne: Drew Roy jako Jesse, Christine Taylor jako Lori. Role epizodyczne: Samantha Abrigo jako mała dziewczynka, Brandi Cyrus jako gitarzysta, Charlene Deguzman jako perkusista, Alvin C. Forbes jako keybordzista, Max Atom Kuehn jako basista. Piosenki Hanny: „Been Here All Along”, „Que Sera”, „I’m Still Good”. Nota: W polskiej wersji odcinka wycięto całą piosenkę „Been Here All Along” oraz pozdrowienia rodzin żołnierzy. |                                                                    |                                              |                                     |                     |                      |     |
| 93 | Love That Let’s Go                                                 | Adam Weissman                                | Heather Wordham                     | 12 września 2010    | 16 października 2010 | 4.5 |
| Lilly zakłada się z Miley, że jeśli ta przełamie strach i wespnie się na linę, to ona odważy się również dosiąść Blue Jeansa – konia Stewartów. Miley korzysta z oszustwa, żeby udowodnić przyjaciółce, że wspięła się na linę. Oszukana Lilly dosiada Blue Jeansa, jednak po chwili z niego spada i łamie sobie nogę, zaś koń ucieka. Po jakimś czasie wraca, jednak weterynarz mówi Stewartom, że zbliża się jego śmierć. W tym samym czasie Jackson chce zaimponować Sienie, obiecując przeczytać jej ulubioną książkę, jednak skrycie nie chce tego zrobić. Nieobecny: Moisés Arias jako Rico Suave. Gość specjalny: John Cena jako on sam. Role gościnne: Tammin Sursok jako Siena, Morgan York jako Sarah, Karen Maruyama jako Dr. Yamada, Noah Cyrus jako mała dziewczynka. Piosenka Hanny: „Love That Lets Go” (featuring Robby Ray Stewart). Notatka: Pod koniec odcinka, pojawia się nawiązanie do konia Miley Cyrus, Roam Mana, który zmarł w 2009 roku. |                                                                    |                                              |                                     |                     |                      |     |
| 94 | Hannah’s Gonna Get This                                            | Bob Koherr                                   | Steven James Meyer                  | 3 października 2010 | 23 października 2010 | 4.2 |
| Quinn, producent nowego albumu Hanny, daje jej kilka dni na napisanie nowego utworu. Dziewczyna nie może nic wymyślić, aż w końcu proponuje Quinnowi piosenkę „Gonna Get This”. Ten stwierdza, że utwór nie pasuje do Hanny, dlatego daje ją do przesłuchania kilku fanom artystki, którzy mają zadecydować, czy piosenka jest dobra. Tymczasem Rico chwali się Jacksonowi swoimi wąsami, po czym ten postanawia zapuścić takie same, jednak mu się to nie udaje. Gość specjalny: Iyaz jako on sam. Role gościnne: Gildart Jackson jako producent Quinn. Role epizodyczne: Zach Callison jako Douglas, Brighton Sharbino jako Cammi, Brie Bernstein jako Tina, Nay Nay Kirby jako Chelsea. Piosenki Hanny: „Que Sera”, „Gonna Get This” (featuring Iyaz). |                                                                    |                                              |                                     |                     |                      |     |
| 95/96 | I’ll Always Remember You (Specjalny odcinek godzinny/dwuczęściowy) | Bob Koherr (część 1) Shannon Flynn (część 2) | Andrew Green Maria Brown-Gallenberg | 7 listopada 2010    | 7 listopada 2010     | 7.1 |
| Jesse, który poznaje sekret podwójnej tożsamości swojej dziewczyny, zostaje przyłapany przez paparazzi na związku zarówno z Hanną, jak i Miley, przez co media posądzają go o zdradę. Chłopak zrywa z nią, twierdząc, że jej podwójne życie sprawia mu problemy. Tymczasem Lily dostaje się na studia w Stanford University, w przeciwieństwie do mającej takie same zamiary Miley. Nastolatka jedzie na uczelnię i próbuje się na nią dostać, jednak zajmująca się rekrutacją pani Jameson twierdzi, że ona, w przeciwieństwie do swojej przyjaciółki, nie miała żadnych pozaszkolnych zainteresowań; później zjawia się tam w peruce Hanny, twierdząc, że Miley była jej asystentką, ale to również nie pomaga. Dziewczyna, zrozpaczona zerwaniem z Jessem i niedostaniem się na uniwersytet, postanawia zdradzić swój sekret o podwójnej tożsamości w programie The Tonight Show Jaya Leno. Goście specjalni: Jay Leno jako on sam, Phillip Calvin McGraw jako on sam. Role gościnne: Drew Roy jako Jesse, Tammin Sursok jako Siena, Valerie Mahaffey jako pani Jameson. Role epizodyczne: Charlene Deguzman jako perkusista, Alvin C. Forbes jako keybordzista, Max Atom Kuehn jako basista, Geoffrey Giro Plitt jako Lenny, Nathaniel John Smith jako Buster. Piosenki Hanny: „Barefoot Cinderella”, „I’ll Always Remember You”, „Wherever I Go”. Fikcyjne odcinki The Tonight Show with Jay Leno: - Reżyseria: Liz Plonka, - Zastępcy reżysera: Amy Kimmelman, Michael Jason Schiff. Notatki: W USA i Kanadzie, odcinek ukazał się w całości 2 listopada 2010 na wydaniu DVD zatytułowanym Hannah Montana: Who Is Hannah Montana?. 7 listopada jest dniem premiery telewizyjnej odcinka w wielu krajach świata. Oprócz tego, Jackson, Rico i Siena nie uczestniczą w głównym wątku, jednak wykonują piosenki pojawiające się pod koniec obu części. |                                                                    |                                              |                                     |                     |                      |     |
| 97 | Can You See the Real Me?                                           | John D’Incecco                               | Douglas Lieblein                    | 5 grudnia 2010      | 29 stycznia 2011     | 4.9 |
| Miley po raz pierwszy udziela wywiadu pod własną postacią, nie jako Hannah Montana. Opowiada w programie Good Morning America, jak przez te wszystkie lata bycia piosenkarką zmieniło się jej życie. Nieobecni: Emily Osment jako Lilly Truscott, Jason Earles jako Jackson Stewart, Moisés Arias jako Rico Suave, Billy Ray Cyrus jako Robby Ray Stewart[C]. Goście specjalni: Robin Roberts jako ona sama. Piosenki Hanny: „This Is the Life”, „True Friend”, „One in a Million”, „Nobody’s Perfect”, „Been Here All Along”, „Life’s What You Make It”. |                                                                    |                                              |                                     |                     |                      |     |
| 98 | Kiss It All Goodbye                                                | Shannon Flynn                                | Jay J. Demopoulos Edward C. Evans   | 19 grudnia 2010     | 26 lutego 2011       |     |
| Po porzuceniu podwójnego życia, Miley staje się osobą publiczną. Gdy paparazzi otaczają jej dom, dziewczynę ratuje swoim różowym samolotem ciocia Dolly. Miley ma dosyć życia gwiazdy i zaczyna się zastanawiać nad zakończeniem kariery. Robbie Ray, Lilly i ciocia Dolly próbują przekonać ją, aby wróciła na scenę. Jackson i Lilly starają się z kolei pocieszyć Rica, który nie może uwierzyć, że Miley była Hanną. Gość specjalny: Dolly Parton jako ciocia Dolly. Role gościnne: Daniel Windhymm Hayes jako Ollie Junior, Michael Kagan jako Colin Lassiter. Role epizodyczne: LaTonya Holmes jako pierwsza kobieta z chóru, Clent Bowers jako mężczyzna z chóru, Meloney Collins jako druga kobieta z chóru, Brandi Cyrus jako gitarzystka, Alvin C. Forbes jako basista, Jason D. Williams jako keybordzista. Piosenka Hanny: „Kiss It Goodbye”. |                                                                    |                                              |                                     |                     |                      |     |
| 99 | I Am Mamaw, Hear Me Roar![B]                                       | Bob Koherr                                   | Maria Brown-Gallenberg              | 9 stycznia 2011     | 26 marca 2011        | 4.3 |
| Z okazji zakończenia szkoły do Miley przyjeżdża babcia Ruthie, która chce spędzić trochę czasu z wnuczką. Gdy Miley i jej babcia organizują sobie elegancki podwieczorek, na przeszkodzie stają fani Hannah Montany. Zawiedziona babcia postanawia zemścić się na wnuczce podczas jej wywiadu z Kelly Ripą. Tymczasem Siena „ścina” włosy, a Rico próbuje to wykorzystać, aby zmusić ją do zerwania z Jacksonem. Przez przypadek Siena słyszy, jak Jackson mówi do Rico, że Siena nie podoba mu się w krótkich włosach. Goście specjalni: Kelly Ripa jako ona sama, Vicki Lawrence jako Ruthie Stewart, Jon Cryer jako Kenneth Truscott. Role gościnne: Tammin Sursok jako Siena, Hayley Chase jako Joannie, Nate Hartley jako Aaron, Tim Maculan jako Maitre d’, Pamela Dunlap jako pani Elderman, Michael Ensign jako pan Elderman. Role epizodyczne: Lola Consuelos jako Nina, Mary-Charles Jones jako mała Miley, Maxine Weldon jako Estelle. |                                                                    |                                              |                                     |                     |                      |     |
| 100/101 | Wherever I Go[B] (Specjalny odcinek godzinny/dwuczęściowy)         | Bob Koherr                                   | Michael Poryes Steven Peterman      | 16 stycznia 2011    | 23 kwietnia 2011     | 6.2 |
| Miley i Lilly idą do Stanford University. Wkrótce Miley otrzymuje propozycję nagrania filmu w Paryżu. Dziewczyna nie chce odrzucać propozycji, ale musi zrezygnować z nauki w renomowanej uczelni. Kiedy Lilly się dowiaduje, przestaje przyjaźnić się z Miley. Po rozmowie z ojcem, a następnie z bratem postanawia pojechać do Paryża z Lilly, z którą się godzi, jednak na lotnisku okazuje się, że przyjaciółka Miley marzy o studiach i nauce, a Miley tylko o sławie i karierze. Przyjaciółki postanawiają się rozstać. Tymczasem Jackson chce kupić Sienie wyjątkowy prezent, gdyż ona kupiła mu samochód. Postanawia wrócić do pracy u Rico, przy grach wideo. Przy wspólnej pracy Rico wyznaje Jacksonowi, że jest jego najlepszym przyjacielem. Pod koniec odcinka Miley rezygnuje z pracy na planie filmu we Francji i wraca do USA, aby się uczyć z Lily w Stanford University. Goście specjalni: Mitchel Musso jako Oliver Oken. Role gościnne: Drew Roy jako Jesse, Tammin Sursok jako Siena, Shanica Knowles jako Amber Addison, Anna Maria Perez de Taglé jako Ashley Dewitt. Role epizodyczne: Tug Coker jako Reptile Wrangler, Julia Cho jako Luna, Robert Towers jako Albert Einstein, Natalie Lander jako Annie, Liz Eldridge jako kobieta, Gina Meyer jako Gina, Michael Icenogle jako dostawca. Piosenki Miley: „True Friend”, „Barefoot Cinderella”, „Kiss It Goodbye”, „Wherever I Go”, „I’ll Always Remember You”. Notatka: Pod koniec odcinka leci piosenka „I’ll Always Remember You” i wyświetlane są zdjęcia z wszystkich sezonów. Jest to ostatni odcinek czwartej serii, jak też i ostatni odcinek serialu. W Polsce niektóre sceny z tego odcinka zostały usunięte. |                                                                    |                                              |                                     |                     |                      |     |
| - A^ Podczas premiery na Disney Channel USA. - B^ Odcinek ten ukazał się na DVD przed emisją na Disney Channel Polska. - C^ Cała czwórka jest nieobecna w fabule odcinka, ale pojawiają się oni, wraz z innymi aktorami, w użytych tu fragmentach wcześniejszych odcinków. |                                                                    |                                              |                                     |                     |                      |     |